# 16888 Майклбарбер
16888 Майклбарбер (16888 Michaelbarber) — астероїд головного поясу, відкритий 29 січня 1998 року.
Тіссеранів параметр щодо Юпітера — 3,362.